# Sức khỏe và ngoại hình của Michael Jackson

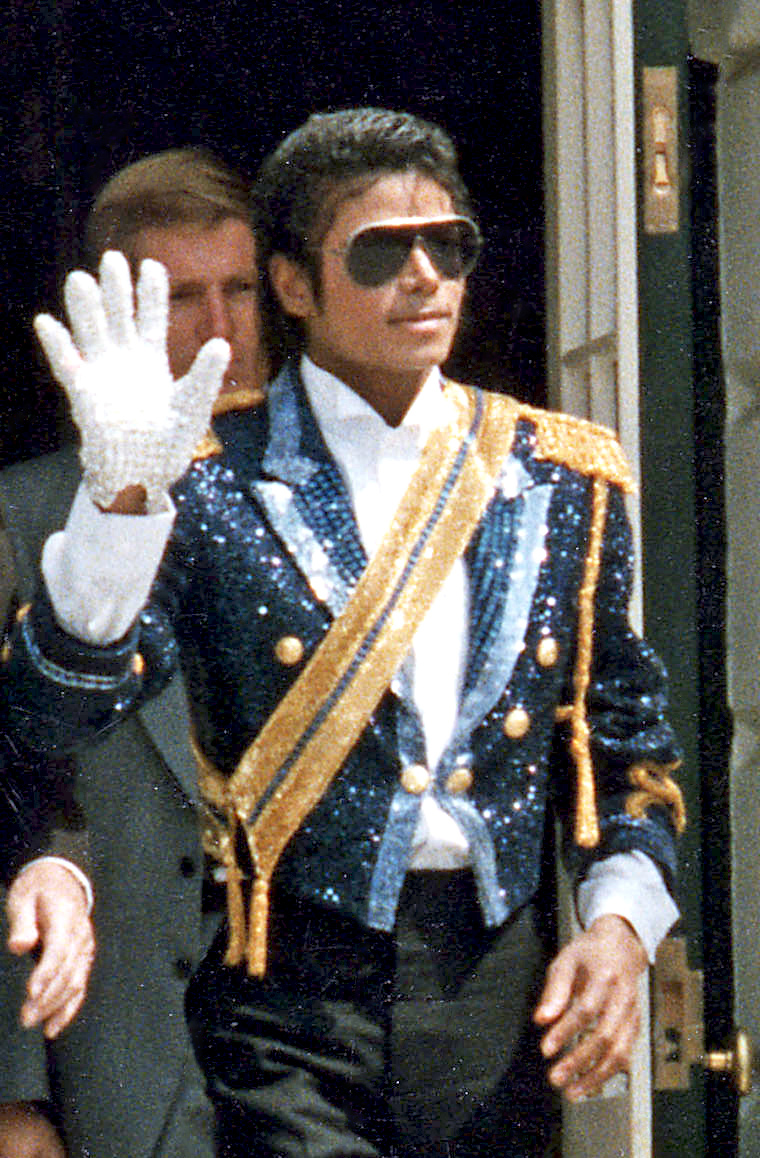
Michael Jackson tại Nhà Trắng vào tháng 5 năm 1984

Michael Jackson (29 tháng 8 năm 1958 - 25 tháng 6 năm 2009) là một ca sĩ nổi tiếng người Mỹ, người có hơn 42 năm kinh nghiệm trong ngành công nghiệp âm nhạc, với xuất thân là một thành viên của ban nhạc gia đình The Jackson 5, và sau đó là một nghệ sĩ hát đơn. Từ giữa thập niên 1980, diện mạo của Jackson bắt đầu có sự thay đổi đáng kể. Những thay đổi trên khuôn mặt của ông, đặc biệt là vùng mũi, đã làm dấy lên nhiều đồn đoán về việc phẫu thuật thẩm mỹ trong nhiều năm và màu da của ông cũng trở nên sáng hơn. Ông được chẩn đoán mắc bệnh bạch biến gây rối loạn sắc tố da, dẫn đến việc những mảng trắng xuất hiện trên da và nhạy cảm với ánh nắng. Để đối mặt với tình trạng này, ông bắt đầu trang điểm theo tông màu sáng và có khả năng đã sử dụng kem làm trắng da theo toa để che đi các vết không đều màu do bệnh tật gây ra. Điều này dẫn đến những lời chỉ trích cho rằng ông đang cố trở nên trắng hơn. Jackson nói rằng ông không cố ý tẩy trắng da của mình và không cố gắng đạt được mục đích gì khi hành động điều đó.
Jackson và một số anh chị em trong gia đình cho biết rằng họ đã gặp phải nhiều vấn đề về thể chất và tinh thần bởi người cha của họ, Joseph. Năm 2003, Joseph thừa nhận rằng ông có nhiều hành vi bạo hành khi họ còn nhỏ, nhưng phủ nhận những cáo buộc lạm dụng lâu dài. Chính quá khứ không mấy hạnh phúc đó đã gây nên những tổn thương sâu sắc cho Jackson và có thể là sự khởi đầu của các vấn đề liên quan đến sức khỏe sau này của ông. Bác sĩ cho rằng nam ca sĩ có nhiều mặc cảm về ngoại hình của mình.
Tại một số thời điểm vào những năm 1990, xuất hiện nhiều thông tin cho rằng Jackson bị phụ thuộc vào các loại thuốc theo toa, chủ yếu là thuốc giảm đau và an thần mạnh. Việc sử dụng thuốc sau đó được cho là có liên quan đến vụ bỏng cấp độ 2 và 3 mà ông gặp phải năm 1984 khi đang ghi hình quảng cáo cho Pepsi. Khi cuộc sống của ông ngày càng vấp phải nhiều biến động, tình hình lạm dụng vào các loại thuốc ngày càng mất kiểm soát và ảnh hưởng xấu đến sức khỏe của ông. Jackson sau đó quyết định đi phục hồi chức năng vào năm 1993 với sự giúp đỡ của Elizabeth Taylor và Elton John.
Trong quá trình chuẩn bị cho một loạt các buổi biểu diễn trở lại dự kiến bắt đầu vào tháng 7 năm 2009, Jackson qua đời vì ngộ độc propofol cấp tính và benzodiazepine dẫn đến tình trạng tim ngừng đập vào ngày 25 tháng 6 năm 2009. Bác sĩ riêng của ông sau đó bị kết tội ngộ sát trong cái chết này và bị kết án 4 năm tù giam.

## Màu da

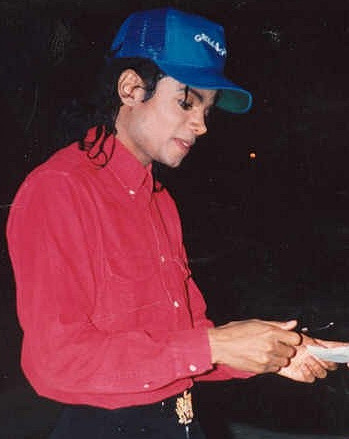
Jackson vào năm 1988, trong khoảng thời gian đầu của quá trình thay đổi màu da trên cơ thể ông.

Làn da của Jackson có màu nâu vừa phải trong suốt thời niên thiếu, tuy nhiên bắt đầu từ giữa những năm 1980, làn da của ông dần trở nên nhạt hơn. Sự thay đổi này gây nên nhiều luồng tranh luận trên các phương tiện truyền thông, bao gồm cả suy đoán cho rằng nam ca sĩ đã tẩy trắng da của mình. Bác sĩ da liễu của Jackson, Arnold Klein, cho biết ông quan sát thấy Jackson có những dấu hiệu của bạch biến vào năm 1983, một tình trạng với dấu hiệu đặc trưng là sự mất sắc tố ở các mảng da. Ông cũng xác định bệnh lupus ban đỏ mạn tính dạng đĩa ở Jackson. Ông chẩn đoán Jackson mắc lupus vào năm đó, và mắc bạch biến vào năm 1986. Tác động mạnh mẽ của bệnh bạch biến lên cơ thể có thể gây ra những áp lực về mặt tâm lý. Jackson đã sử dụng lớp trang điểm với tông màu sáng, và có thể cả kem tẩy trắng da theo toa, để che đi những vết màu không đều do bệnh gây ra. Các loại kem làm da của nam ca sĩ trở nên sáng hơn, và, với tác động từ việc trang điểm, ông có thể trông rất nhợt nhạt. Nguyên nhân gây ra bạch biến vẫn chưa được xác định, nhưng nhiều giải thuyết tin rằng nó là do yếu tố di truyền được kích hoạt thông qua một yếu tố môi trường khiến bệnh tự miễn dịch xảy ra. Taraborrelli cho biết tình trạng lupus của Jackson đã thuyên giảm sau nhiều năm.
Những thay đổi về thể chất của Jackson đã thu hút sự chú ý của giới truyền thông và cũng là lúc ông vấp phải sự chỉ trích từ công chúng. Một số nhà tâm lý học người Mỹ gốc Phi cho rằng Jackson là "hình mẫu tệ hại cho thanh niên da màu". Tiến sĩ Dennis Chestnut cho biết Jackson khiến "thanh niên da màu cảm giác rằng họ cũng có thể làm được (như ông)", và có thể khuyến khích họ tin rằng phải trở nên bí ẩn và theo phong cách riêng để thành công. Tiến sĩ Halford Fairchild cho biết Jackson và nhiều người nổi tiếng người Mỹ gốc Phi khác sẽ cố gắng "trông giống người da trắng hơn để được tham gia các bộ phim điện ảnh và truyền hình". Jackson cũng phải đối mặt với phản ứng trái chiều từ những người quen thuộc xung quanh. Nhà làm phim John Landis, người từng đạo diễn hai video ca nhạc cho Jackson, tiết lộ rằng khi nam ca sĩ cho ông xem phần ngực đã được tẩy trắng của mình, Landis nói với Jackson rằng người bác sĩ làm điều này là một tội phạm.

Jackson che nắng bằng ô vào năm 2006.

Tuy nhiên, trong một lần trả lời phỏng vấn với Oprah Winfrey vào tháng 2 năm 1993, Jackson nói "theo như tôi biết, không có cái gì được gọi là tẩy trắng da. Tôi chưa bao giờ nhìn thấy nó, tôi không biết nó là gì." Ông tiết lộ rằng mình mắc chứng rối loạn da di truyền (bạch biến) và phải sử dụng lớp trang điểm để làm đều phần da không đều màu. Jackson chia sẻ: "Đó là điều mà tôi không thể can thiệp. Khi mọi người bắt đầu bịa ra những câu chuyện rằng tôi không muốn trở thành con người thật của mình, điều đó khiến tôi đau lòng. Đó là vấn đề của riêng tôi. Tôi không thể kiểm soát nó. Nhưng còn hàng triệu người ngồi dưới ánh nắng để da tối màu hơn, để trở nên khác với những gì họ vốn có. Không ai nói gì về điều đó cả." Cuộc phỏng vấn giữa Winfrey với Jackson đã thu hút 62 triệu lượt người theo dõi khắp nước Mỹ. Nó cũng châm ngòi cho hàng loạt buổi thuyết trình về chứng bạch biến – một căn bệnh mà rất ít người biết trước thời điểm cuộc phỏng vấn diễn ra.
Jackson công khai tuyên bố rằng ông tự hào khi là người da màu. Nam ca sĩ còn viết một bức thư cho nhiếp ảnh gia William Pecchi Jr. vào năm 1988 rằng: "Có lẽ tôi đã nhìn thế giới của chúng ta với lăng kính màu hồng nhưng tôi yêu tất cả mọi người trên hành tinh này. Đó là lý do tại sao những câu chuyện phân biệt chủng tộc thực sự làm phiền tôi. [...] Bởi vì tôi thực sự tin rằng TẤT CẢ mọi người đều có quyền lợi như nhau, tôi được dạy về điều đó và sẽ luôn tin điều đó. Tôi chỉ không thể hiểu tại sao mọi người lại có thể nảy sinh mâu thuẫn chỉ vì màu da cơ thể. Tôi yêu tất cả các chủng tộc trên Trái Đất. Kì thị là biểu hiện của sự dốt nát. Chúng ta đến với thế giới này trong tình trạng không mảnh vải che thân và điều đó nhắc nhở tôi rằng tôi cũng như vậy sau lớp trang phục này, dù cho màu da sắc tộc có như thế nào đi chăng nữa."
Ngay sau khi Jackson qua đời, người ta đã tìm thấy các ống Benoquin và hydroquinone trong nhà của Jackson. Cả hai loại kem này đều là chất tẩy trắng da và được khuyên dùng cho người trưởng thành bị bạch biến trên 50% cơ thể, để tẩy trắng các sắc tố còn lại và làm cho nó có màu giống như da bị mất sắc tố. Việc làm sạm da là điều vô cùng khó khăn. Sự suy giảm sắc tố gây ra tình trạng nhạy cảm vĩnh viễn, đặc biệt với ánh nắng mặt trời. Bệnh nhân bạch biến có nguy cơ mắc ung thư hắc tố và nên kiểm tra ung thư hàng năm. Jackson cũng che phủ chứng rối loạn da của mình bằng cách mặc áo dài tay và quần dài. Trong video ca nhạc cho "Remember the Time", tất cả vũ công và diễn viên ngoại trừ Jackson đều ăn mặc hở lưng như người Ai Cập cổ đại. Jackson cũng thường tránh mặc quần áo có hoa văn để tránh gây chú ý đến vùng da rối loạn.
Khám nghiệm tử thi của Jackson xác nhận rằng tình trạng bạch biến của ông là có thật. Da của nam ca sĩ được phát hiện có giảm (mặc dù không phải không có) tế bào hắc tố, các tế bào quyết định màu da con người. Bệnh bạch biến xảy ra ở ba dạng khác nhau. Giảm sắc tố từng phần có nghĩa là chỉ một bên của cơ thể bị ảnh hưởng, trong khi giảm sắc tố toàn thân có nghĩa là nhiều bộ phận của cơ thể bị ảnh hưởng. Báo cáo khám nghiệm tử thi của Jackson chỉ ra tình trạng "sắc tố da khu trú" (tức là hiện tượng mất sắc tố da xảy ra trên một hoặc một vài vùng của cơ thể). Trong trường hợp của Jackson, có năm khu vực bị ảnh hưởng. Khi Jackson được chẩn đoán mắc bệnh bạch biến vào giữa những năm 1980, nam ca sĩ bắt đầu tìm hiểu thêm về căn bệnh này. Ông thường gọi cho y tá của bác sĩ da liễu và cũng là người vợ tương lai Debbie Rowe để nhận những thông tin y tế cũng như hỗ trợ tinh thần. Khám nghiệm tử thi của Jackson không xác nhận hoặc bác bỏ tuyên bố rằng ông mắc bệnh lupus.

## Những cuộc phẫu thuật và giảm cân

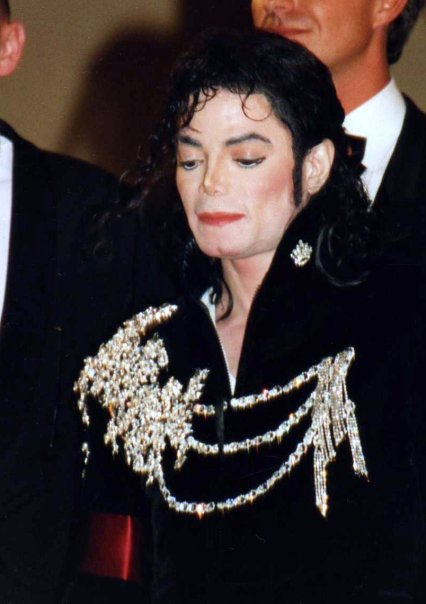
Jackson tại Liên hoan phim Cannes 1997. Trong những năm 1990, làn da của ông trở nên nhợt nhạt rõ rệt.

Theo thời gian, cấu trúc khuôn mặt của Jackson cũng thay đổi. Nhiều bác sĩ phẫu thuật suy đoán rằng ông đã nâng mũi, phẫu thuật xương gò má, thay đổi vùng môi và cằm của mình. Những người thân cận với nam ca sĩ ước tính rằng, tính đến năm 1990, ông đã thực hiện khoảng 10 ca phẫu thuật thẩm mỹ khác nhau.
Trong ấn bản gốc của cuốn tiểu sử về Jackson được xuất bản vào năm 1991, Taraborrelli cho biết nam ca sĩ đã trải qua tổng cộng sáu lần phẫu thuật mũi trong đó có hai lần phẫu thuật thứ cấp (không được coi là phẫu thuật hoàn chỉnh). Theo Taraborrelli, Jackson nâng mũi lần đầu tiên trong năm 1979, sau khi mũi của ông bị gãy do thực hiện một vũ đạo phức tạp trong lúc tập luyện. Tuy nhiên, nó đã không thành công hoàn toàn, ông cảm thấy khó khăn khi thở và lo rằng điều này sẽ ảnh hưởng đến sự nghiệp của mình. Jackson được tư vấn đến Steven Hoefflin, người thực hiện cuộc nâng mũi thứ hai cho ông vào năm 1981. Taraborrelli tuyên bố rằng Jackson có một ca nâng mũi thứ ba vào 1984 và lần thứ tư vào hai năm sau đó. Jackson từng viết trong cuốn tư truyện năm 1988 Moonwalk rằng, ngoài hai cuộc nâng mũi, ông cũng đã phẫu thuật tạo ra lúm đồng tiền ở vùng cằm. Từ năm 1986 trở đi, ông trở thành một khách hàng thường xuyên của Arnold Klein, bác sĩ da liễu chuyên thực hiện những thủ tục thẩm mỹ không cần phẫu thuật.
Trong cuốn sách của mình, Jackson cho rằng sự thay đổi trong cấu trúc khuôn mặt mình đến từ tuổi dậy thì, chế độ ăn chay nghiêm ngặt, giảm cân, thay đổi kiểu tóc và hiệu ứng đèn sân khấu. Jackson bác bỏ những cáo buộc rằng ông đã thay đổi đôi mắt của mình. Trong tháng 6 năm 1992, tờ Daily Mirror đăng bức ảnh cận mặt của Jackson trên trang nhất, cáo buộc rằng khuôn mặt của Jackson đã bị "biến dạng một cách gớm ghiếc" bởi phẫu thuật thẩm mỹ. Jackson kiện tờ báo lá cải này, và vào năm 1998, họ quyết định đồng ý giải quyết bên ngoài tòa án với Jackson. Tại Tòa án Tối cao, cựu biên tập viên của Daily Mirror thừa nhận rằng sau khi gặp Jackson trực tiếp, ông tin rằng khuôn mặt Jackson không hề bị biến dạng và cũng không có vết sẹo nào cả.
Nhiều phương tiện truyền thông đưa tin việc khám nghiệm tử thi Michael Jackson đã chỉ ra một vết sẹo bên cạnh mỗi lỗ mũi của ông, một vết sẹo sau mỗi tai, và hai vết sẹo trên cổ, "có lẽ" là từ phẫu thuật thẩm mỹ, cộng với hình xăm thẩm mỹ trên lông mày, quanh mắt và đôi môi, và trên da đầu của ông (dưới phần chân tóc).
Trong phiên bản chưa được chỉnh sửa của phim tài liệu Living With Michael Jackson, được phát tại tòa án vào năm 2005, Jackson cho biết ông có hai thủ tục trên mũi của mình để có thể thở tốt hơn. Khi được hỏi về má mình, Jackson trả lời: "Những gò má? Cha của tôi cũng có điều này. Chúng tôi có dòng máu từ Ấn Độ."

## Tình hình sức khoẻ

### Tổng quan
Qua nhiều năm, những vấn đề liên quan đến sức khoẻ của Jackson luôn là chủ đề được đề cập và quan tâm trên các phương tiện truyền thông. Vào đầu năm 1984, Jackson được điều trị bỏng da đầu, là hậu quả của một sự cố liên quan đến pháo hoa mà ông gặp phải khi đang ghi hình quảng cáo. Trong tháng 6 năm 1990, Jackson được đưa vào một bệnh viện ở Santa Monica sau khi ông cảm thấy tức ngực. Theo bác sĩ Mark Zatzkis "kết quả lâm sàng và X-ray cho thấy tim và phổi của Jackson không có dấu hiệu bất thường"; những cơn đau trên "xảy ra bởi những tổn thương mà xương sườn phải chịu đựng sau khoảng thời gian luyện tập vũ đạo dưới cường độ cao".
Rất nhiều buổi hòa nhạc khác nhau của Jackson đã phải hủy bỏ vì lý do sức khoẻ không đảm bảo hoặc tốc độ hồi phục chậm. Ngày 12 tháng 3 năm 1988, Jackson hủy một buổi diễn ở St. Louis và dời lại vào ngày 14 tháng 3; vào ngày 13 tháng 3, Jackson biểu diễn tại St. Louis mặc dù ông đang bị cảm lạnh. Căn bệnh tiến triển thành viêm thanh quản khiến chương trình vào ngày 14 phải hủy bỏ. Ba đêm diễn tại Tacoma, dự kiến từ ngày 31 tháng 10 - 2 tháng 11 năm 1988, bị hủy bỏ theo lời khuyên của bác sĩ bởi tình trạng cúm của Jackson. Hai buổi biểu diễn tại Los Angeles bị hủy bỏ do viêm thanh quản; Ba buổi hòa nhạc ở Los Angeles dự kiến vào ngày 20, 21 và 22 tháng 11 cũng bị hủy bỏ; 5 buổi hòa nhạc này được dời lại đến tháng 1 năm 1989.
Vào tháng 8 năm 1992, một buổi hòa nhạc tại London, Anh đã phải trì hoãn do Jackson nhiễm virus. Bốn ngày sau đó, Jackson biểu diễn ở Cardiff, xứ Wales. Vào tháng 9 năm 1992, một buổi hòa nhạc ở Gelsenkirchen, Đức bị hủy bỏ vì Jackson bị ốm. Tại Lausanne, Thụy Sĩ, một xe cứu thương được gọi đến để đưa Jackson trở về khách sạn sau buổi trình diễn ngày 8 tháng 9; một chương trình khác tại Basel, Thụy Sĩ, dự kiến vào ngày 11 tháng 9, cũng bị hủy bỏ. Trong tháng 10 năm 1992, hai buổi biểu diễn tại Istanbul và Izmir, Thổ Nhĩ Kỳ và tại Athens, Hy Lạp cũng bị hủy bỏ do ông mất giọng vì cảm lạnh. Bác sĩ riêng của Jackson phải đến Istanbul để theo dõi tình hình bệnh của ông. Những buổi biểu diễn trên được dự định ban đầu sẽ là ba buổi diễn cuối cùng của chuyến lưu diễn tại châu Âu. Jackson nhận được lời khuyên bởi một chuyên gia về bệnh liên quan đến cổ họng ở London, là nên điều trị thêm ở Los Angeles.
Vào tháng 8 năm 1993, hai buổi diễn thuộc Dangerous World Tour của Jackson ở Thái Lan đã bị hủy bỏ do ông bị mất nước. Ngày 27 tháng 8 năm 1993, Jackson "trở lại với sân khấu hoà nhạc". Ngày 30 tháng 8, một đem diễn ở Singapore bị hủy bỏ do ông buồn nôn và đau đầu nghiêm trọng. Theo ý kiến từ bác sĩ riêng của Jackson, ông David Forecast, Jackson "không đủ điều kiện tốt nhất để trình diễn." Một chuyên gia thần kinh học cho rằng chẩn đoán của Forecast về Jackson là biểu hiện của chứng "đau nửa đầu khởi phát muộn", và thuốc kê đơn được đưa ra cho Jackson sau khi ông phải trải qua các cuộc xét nghiệm tại một bệnh viện ở Singapore. Buổi trình diễn được tổ chức hai ngày sau đó. Jackson phải bổ sung rất nhiều nước, nhằm ngăn cản sự mất nước và các vấn đề của thanh quản.
Buổi biểu diễn đầu tiên tại Santiago de Chile, dự kiến diễn ra vào ngày 21 tháng 10 năm 1993, bị hủy bỏ do vấn đề về thắt lưng; hai ngày sau đó, Jackson biểu diễn tại sân Estadio Nacional. Một buổi hòa nhạc khác ở Lima, Peru, dự kiến vào ngày 26 tháng 10, phải hủy bỏ do chấn thương vùng cơ ông phải chịu đựng khi trình diễn ở Brazil. Một số buổi diễn ở Mexico City đã bị hủy bỏ do vấn đề răng miệng. Hai răng hàm bị áp xe đã được nhổ. Tuy nhiên, vẫn có năm buổi diễn được thực hiện tại đây. Buổi diễn cuối cùng của Dangerous World Tour được tổ chức tại Mexico City, vào ngày 11 tháng 11 năm 1993.
Trong tháng 11 năm 1993, Jackson thông báo việc hủy bỏ những buổi diễn còn lại của Dangerous World Tour bởi tình trạng nghiện thuốc giảm đau của ông, được cho là kết quả hậu cuộc phẫu thuật da đầu gần đây. Bên cạnh đó, Jackson cũng hủy những show diễn ở Nga và Israel. Tuy nhiên, hai buổi hòa nhạc này vẫn được diễn ra. Việc dời lại buổi diễn ở Israel không phải do vấn đề sức khỏe.
Cuối năm 1995, Jackson được đưa đến bệnh viện sau khi ngã quỵ trong buổi diễn tập cho một buổi biểu diễn trên truyền hình. Các nhà y học đã chỉ ra tình trạng nhịp đập tim không đều, viêm dạ dày-ruột, mất nước, và bất thường ở thận và gan.
Theo bác sĩ Neil Ratner, Jackson bị chấn thương lưng vào tháng 7 năm 1997 sau khi một phần sân khấu bị sập trong một buổi hòa nhạc ở Munich, Đức. Tuy nhiên, HIStory World Tour vẫn được tiếp tục; chỉ có một buổi biểu diễn bị hủy bỏ sau vụ tai nạn gây nên cái chết của Công nương Diana khoảng hai tháng sau đó. Trên thực tế, một sự cố tương tự đã xảy ra trong một buổi hòa nhạc từ thiện tại Munich, vào năm 1999. Jackson sau đó được đưa tới một bệnh viện. Người phát ngôn của Jackson, Marcel Avram cho biết ông [Jackson] bị trầy xước và những vết bầm tím. Jackson rời bệnh viện vào sáng hôm sau.
Vào ngày 15 tháng 2 năm 2005, Jackson được chuyển vào Trung tâm Y tế Đức Mẹ ở Santa Maria với "các triệu chứng giống cúm". Theo Bác sĩ Chuck Merrill, Jackson đang trong tình trạng ổn định và sẽ phục hồi trong vài ngày. Jackson rời bệnh viện một ngày sau đó; Bác sĩ Todd Bailey cho biết Jackson "cần được tiếp tục theo dõi và chăm sóc cho một số triệu chứng của virus dai dẳng, nhưng mặt khác ông đang có trạng thái tinh thần tốt." Một tuần sau đó, việc lựa chọn bồi thẩm đoàn trong phiên xử quấy rối trẻ em lại tiếp tục, với sự hiện diện của Jackson.
Ngày 10 tháng 3 năm 2005, Jackson xuất hiện trễ tại tòa án sau khi được điều trị tại một bệnh viện do một vấn đề ở lưng. Trong suốt phiên tòa, Jackson đôi khi phải cần đến sự giúp đỡ vì gặp khó khăn trong việc ngồi. Vào ngày 5 tháng 6 năm 2005, Jackson được đưa đến phòng cấp cứu tại Bệnh viện Cottage thung lũng Santa Ynez để điều trị chứng đau lưng. Phát ngôn viên của Jackson, Raymone Bain, cho biết "căng thẳng góp phần khiến vấn đề tái phát." Trong suốt phiên tòa, Jackson đã phải nhập viện trong thời gian ngắn nhiều lần. BBC thông tin trong phiên tòa năm 2005 của mình, nam ca sĩ một lần nữa phải trải qua những trận ốm có liên quan đến stress và giảm cân nặng.
Bác sĩ Christopher Rogers khi làm chứng tại phiên tòa chống lại bác sĩ Conrad Murray cho rằng, theo ý kiến của mình, Jackson "khỏe mạnh hơn những người bình thường ở độ tuổi của ông." Rogers cho biết các động mạch quanh tim của Jackson không gặp những vấn đề liên quan đến chất béo và cholesterol, được cho là bất bình thường đối với một người 50 tuổi.

### Tuổi thơ và sức khỏe tâm thần

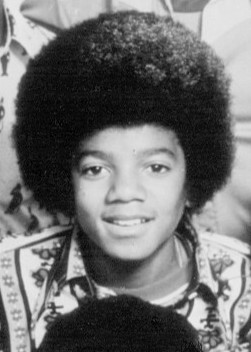
Jackson khi còn là thanh thiếu niên vào năm 1974. Trong bộ phim tài liệu năm 2003 Living with Michael Jackson, ông tiết lộ về việc thường xuyên bị cha mình Joe Jackson chế giễu thời thơ ấu bằng việc gọi ông là "mũi to".

Một khía cạnh khác được thảo luận công khai liên quan đến đời sống cá nhân của Jackson là thời thơ ấu của ông, đặc biệt là mối quan hệ giữa nam ca sĩ với cha mình, Joseph. Mặc dù Jackson cho rằng sự kỷ luật nghiêm khắc của cha mình đóng một vai trò quan trọng trong thành công về sau của ông, nam ca sĩ và một số anh chị em của mình cho biết họ bị Joseph lạm dụng về mặt thể chất lẫn tinh thần từ khi còn nhỏ thông qua những buổi diễn tập liên tục, đòn roi và sử dụng những ngôn từ xúc phạm như "mũi to" dành cho Michael; sự lạm dụng này đã ảnh hưởng đến Michael trong suốt cuộc đời của ông. Trong một cuộc xung đột — sau này được Marlon Jackson nhớ lại — Joseph đã nắm ngược một chân của Michael và "dùng tay đập liên tiếp vào lưng và mông của cậu bé." Joseph cũng thường xuyên đuổi bắt những cậu bé hoặc đẩy chúng vào tường. Một đêm khi Jackson đang ngủ, Joseph trèo vào phòng ông thông qua cửa sổ phòng ngủ và bước vào phòng la hét với một chiếc mặt nạ đáng sợ, qua đó muốn dạy các con không để cửa sổ mở khi chúng ngủ. Tuy nhiên, điều này khiến Jackson liên tục gặp ác mộng về việc bị bắt cóc khỏi phòng ngủ của mình trong nhiều năm sau đó.
Vào đầu thập niên 1980, Jackson trải qua cảm giác không hạnh phúc; ông nói, "Ngay cả khi ở nhà, tôi cũng cảm thấy rất cô đơn. Tôi ngồi trong phòng và bật khóc. Việc kết bạn thật khó khăn... Đôi khi tôi đi dạo quanh khu phố vào ban đêm, chỉ mong tìm được ai đó để nói chuyện. Nhưng mọi nỗ lực đều kết thúc bằng việc tôi trở về nhà."
Mặc dù có nhiều thông tin cho rằng Jackson có một tuổi thơ bị lạm dụng trong nhiều năm, nhưng ông chưa từng công khai nói về điều đó cho đến cuộc phỏng vấn năm 1993 với Oprah Winfrey. Ông nhăn nhó khi nói về sự ngược đãi thời thơ ấu dưới bàn tay của cha mình; nam ca sĩ tin rằng ông đã đánh mất phần lớn những năm tháng tuổi thơ của mình, đồng thời thừa nhận rằng thường xuyên khóc vì cô đơn. Cũng trong cuộc phỏng vấn, khi nói về cha mình, Jackson nói, "Có những lúc ông ấy đến gặp tôi, tôi cảm thấy phát ốm... Tôi bắt đầu muốn buồn nôn. Tôi xin lỗi... Xin đừng giận tôi... Nhưng tôi yêu ông ấy." Trong một cuộc phỏng vấn với Martin Bashir cho bộ phim tài liệu năm 2003 Living with Michael Jackson, Jackson thậm chí phải lấy tay che mặt và bắt đầu khóc khi nói về thời thơ ấu bị lạm dụng của mình, hồi tưởng lại rằng Joe thường ngồi trên ghế với một chiếc thắt lưng trong tay và quan sát các anh chị em của ông diễn tập, và "nếu bạn không làm đúng yêu cầu, ông ấy sẽ xé xác bạn, thực sự." Cũng trong năm đó, Joe thừa nhận rằng ông thường xuyên đánh Jackson khi còn là một cậu bé, nhưng ông và mẹ của Jackson, Katherine, đã bác bỏ những cáo buộc lạm dụng lâu dài, theo đó bà nói rằng mặc dù ngày nay việc đánh đòn được coi là hình thức lạm dụng, nhưng nó là một cách phổ biến để kỷ luật trẻ em vào thời điểm đó.
Năm 2003, Jackson bị buộc tội lạm dụng tình dục trẻ em và được tuyên trắng án hai năm sau đó. Trong quá trình điều tra, hồ sơ của Jackson đã được kiểm tra bởi Stan Katz, một chuyên gia sức khỏe tâm thần, người cũng dành vài giờ với người tố cáo. Theo Taraborrelli, đánh giá của Katz cho biết Jackson có khuynh hướng của một người thụt lùi mười tuổi. Một số chuyên gia y tế tin rằng Jackson cũng mắc chứng mặc cảm ngoại hình, một tình trạng tâm lý mà người bệnh không có khái niệm về cách người khác nhìn nhận ngoại hình của họ.

### Lạm dụng thuốc
Trong tất cả những lần nhập viện của Jackson, kể cả lần cấp cứu vào cuối năm 1995, các bác sĩ đều không tìm thấy chất gây nghiện trong cơ thể của Jackson.
Taraborrelli nói rằng nam ca sĩ đã sử dụng Valium, Xanax và Ativan vào năm 1993. Trong khi bản thân Jackson không đề cập đến thuốc an thần, ông tiết lộ rằng thuốc giảm đau được kê đơn để xoa dịu những cơn đau dữ dội mà ông phải gánh chịu sau cuộc phẫu thuật tái tạo trên da đầu do một tai nạn vào năm 1984. Trong một phiên tòa không liên quan đến cáo buộc lạm dụng trẻ em, Jackson có một số biểu hiện thiếu tập trung và liên tục nói ngọng trong khi nói. Ông không thể nhớ ngày phát hành album trước của mình hoặc tên những người nam ca sĩ từng cộng tác, cũng như phải mất vài phút để kể tên một số album gần đây của mình.
Jackson cho biết trong cuộc phỏng vấn vào năm 1993 rằng ông bắt đầu dùng thuốc giảm đau thường xuyên vào năm 1984. Vào ngày 24 tháng 1 năm đó, Jackson khi đang ghi hình cho một quảng cáo của Pepsi đã xảy ra một sự cố liên quan đến pháo hoa trên sân khấu vốn được dự định như là một phần của quá trình quay phim khiến tóc ông bốc cháy. Jackson bị bỏng cấp độ hai trên da đầu và không bao giờ hồi phục hoàn toàn sau chấn thương cũng như liên tục phải trải qua những cơn đau kéo dài. Ông được cho là bắt đầu dùng thuốc giảm đau để đối phó với những cơn đau dữ dội, mặc dù thời gian đầu nam ca sĩ phủ nhận điều này.
Vào ngày 9 tháng 11 và ngày 10 tháng 11 năm 1993, Jackson tham gia một cuộc thẩm vấn về vấn đề bản quyền. Theo lời tuyên thệ từ luật sư của nguyên đơn, anh được thông báo rằng Jackson "đang sử dụng thuốc giảm đau bởi một cuộc phẫu thuật răng miệng gần đây."
Vào tháng 11 năm 1993, Jackson thông báo rằng ông đã nghiện thuốc giảm đau, đồng thời tiết lộ rằng bản thân vừa trải qua một cuộc phẫu thuật da đầu và kèm với thuốc giảm đau kê đơn. Jackson cho biết do áp lực từ những cáo buộc lạm dụng tình dục trẻ em và việc chuẩn bị cho Dangerous World Tour, ông đã "kiệt quệ cả về mặt thể chất lẫn tinh thần." Ông cho biết mình "ngày càng phụ thuộc vào thuốc giảm đau" và sẽ tìm cách điều trị. Các luật sư của Jackson cho biết nam ca sĩ sẽ được điều trị chứng nghiện ở nước ngoài từ một tháng rưỡi đến hai tháng. Vào tháng 12 năm 1993, Jackson trở về Hoa Kỳ.
Jackson được đưa đến Phòng khám Charter Nightingale, nơi ông được xét nghiệm chất gây nghiện khi nhập cảnh; một vài lọ thuốc được tìm thấy trong hành lý. Sau đó, ông được tiêm Valium IV để cai nghiện thuốc giảm đau. Người phát ngôn của nam ca sĩ sau đó đã thông tin đến các phóng viên rằng Jackson "hầu như gặp khó khăn về mặt nhận thức." Tại phòng khám, Jackson tham gia vào các buổi trị liệu nhóm và một đối một. Theo Taraborrelli, vào tháng 1 năm 2004, trước thời điểm diễn ra những phiên tòa của mình, Jackson trở nên phụ thuộc vào morphine và Demerol và được điều trị bởi nhà thảo dược Alfredo Bowman ở Colorado.
Trong một cuộc phỏng vấn với Aphrodite Jones, Patrick Treacy, một bác sĩ phẫu thuật thẩm mỹ đã điều trị cho Jackson từ tháng 7 năm 2006 đến đầu năm 2007, cũng như một thời gian ngắn trước khi nam ca sĩ qua đời, nói rằng ông sẽ nhận biết liệu Jackson có được điều trị bởi một bác sĩ khác hay không và nói rằng chưa bao giờ nhìn thấy bất kỳ loại thuốc nào trong nhà nam ca sĩ. Ngoài ra, Treacy cũng tiết lộ rằng Jackson không bị mất ngủ và không bao giờ hỏi ông về chất gây nghiện. Treacy cho biết Jackson có sức khỏe thể chất tốt; ông cho biết nam ca sĩ luôn nhấn mạnh đến sự hiện diện của bác sĩ gây mê khi tiêm Propofol.
Jackson cao 5 ft 9 in (1,75 m) và nặng 136 lb (62 kg), nằm trong phạm vi cân nặng bình thường, mặc dù thể trạng của ông vẫn được xem là gầy, tiến sĩ Rogers khai trước tòa. Theo lời kể của người quản lý phục trang Michael Bush, cân nặng của Jackson thay đổi xuyên suốt một buổi hòa nhạc do mất nước, đến nỗi trang phục Jackson mặc ở cuối buổi biểu diễn còn nhỏ hơn bộ đồ ông mặc đầu buổi diễn; thông thường, nam ca sĩ có vòng eo 28 in (71 cm). Theo bác sĩ Nader Kamangar, một chuyên gia về giấc ngủ tại UCLA, các loại thuốc như Demerol có thể gây mất ngủ. Trong trường hợp của Jackson, chứng mất ngủ cũng có thể là do "sự lo lắng khi trình diễn".
Sau cái chết của Jackson, một cảnh sát tham gia vào cuộc điều tra đối với bác sĩ riêng của ông, Conrad Murray, tiết lộ rằng nhiều bác sĩ của Jackson đã sử dụng mười chín bí danh riêng biệt, chẳng hạn như "Omar Arnold," "Josephine Baker," "Fernand Diaz," "Paul Farance," "Peter Madonie," "Faheem Muhammad," "Roselyn Muhammad," "Blanca Nicholas," "Jimmy Nicholas," "Bryan Singleton," "Frank Tyson," và "Rob Kaufman" trong khi kê đơn thuốc cho Jackson. Ông cũng sử dụng nhiều cái tên khác như "Prince", "Michael Amir" và "Kai Chase", lần lượt là tên của con trai đầu, người phát ngôn và đầu bếp cũ của nam ca sĩ.
Cảnh sát cũng tìm thấy một đĩa CD đề cập đến bí danh "Omar Arnold" khi họ đột kích nhà của Jackson ở Las Vegas, Nevada và văn phòng của Murray.
 Việc bác sĩ chăm sóc người nổi tiếng sử dụng bí danh là thông lệ để duy trì tính bảo mật về bệnh sử của bệnh nhân và tránh rò rỉ tình trạng nghiện.

## Qua đời
Sau cái chết của Jackson vào ngày 25 tháng 6 năm 2009, nhiều thông tin về việc sử dụng pethidine (Demerol) của ông đã xuất hiện. Cherilyn Lee, một y tá từng tư vấn dinh dưỡng cho Jackson, tiết lộ vào ngày 12 tháng 4 năm 2009, ông hỏi cô về một "sản phẩm dành cho giấc ngủ" không xác định. Vào ngày 19 tháng 4 năm 2009, nam ca sĩ nói với cô rằng loại thuốc duy nhất có thể giúp ích là propofol. Lee từ chối và trả lời Jackson, "Michael, vấn đề duy nhất với anh khi dùng thuốc này... là anh uống nó và có thể sẽ không bao giờ tỉnh lại." Jackson bỏ qua những lời cảnh báo, đồng thời nói với cô rằng ông từng được tiêm loại thuốc này trước đó qua đường tĩnh mạch và bác sĩ của ông nói rằng nó an toàn. Ông đã không nêu tên cụ thể của người bác sĩ. Quá liều propofol có thể khiến bệnh nhân ngừng thở, xảy ra tình trạng thiếu oxy và tích tụ carbon dioxide trong cơ thể, trước khi dẫn đến rối loạn nhịp tim và ngừng tim. Đó cũng là lần cuối cùng họ gặp nhau.
Xuất phát từ nhiều lo ngại về việc phải hủy bỏ những buổi hòa nhạc sắp tới, các hãng bảo hiểm yêu cầu bác sĩ mà họ tin tưởng phải khám sức khỏe cho Jackson. Vào tháng 2 năm 2009, Jackson có một cuộc kiểm tra do bác sĩ David Slavit ở New York thực hiện. Sau đó, người môi giới nói với phó chủ tịch cấp cao của AEG, rằng Jackson chỉ bị sốt nhẹ và đã vượt qua bài kiểm tra "với biểu đồ sắc thái tốt". Một cuộc kiểm tra y tế thứ hai được cho là sẽ diễn ra vào ngày 6 tháng 7 năm 2009.
Theo Lee, cô nhận được một cuộc gọi điên cuồng vào ngày 21 tháng 6 năm 2009, từ một người phụ tá là nhân viên của Jackson. Người phụ tá nói rằng Jackson đang bị ốm. Lee kể lại rằng cô nghe được giọng nói của Jackson phàn nàn rằng một bên cơ thể của ông đang nóng, bên còn lại thì lạnh. Cô tin rằng ai đó đã đưa cho nam ca sĩ sử dụng một thứ gì đó ảnh hưởng đến hệ thần kinh trung ương của ông. Cô khuyên người phụ tá nên đưa ông đến bệnh viện.
Sau khi ông qua đời, báo cáo khám nghiệm tử thi cho thấy Jackson có một trái tim khỏe và là một người đàn ông 50 tuổi "khá khỏe mạnh". Theo BBC, cân nặng của Jackson ở mức chấp nhận được đối với một người đàn ông có chiều cao như ông, nhưng nam ca sĩ có nhiều vết thương dưới cánh tay, bị tổn thương phổi và một số bệnh viêm khớp. Tài liệu cho thấy vấn đề sức khỏe nghiêm trọng nhất của Jackson là phổi bị viêm mãn tính, nhưng điều này không nghiêm trọng đến mức là nguyên nhân dẫn đến cái chết của ông. Khám nghiệm tử thi không phát hiện ra bất kỳ vấn đề thể chất nào có thể hạn chế khả năng hoạt động của Jackson. "Sức khỏe tổng thể của anh ấy vẫn ổn", tiến sĩ Zeev Kain của Đại học California cho biết, người đã xem xét báo cáo cho AP nhưng không tham gia vào quá trình khám nghiệm tử thi, "Kết quả nằm trong giới hạn bình thường." Khám nghiệm tử thi cũng cho thấy ông bị hói một phần và xăm môi, lông mày và da đầu.
Vào năm 2011, Rogers cho biết trong lời khai của mình: "Lý thuyết nghe có vẻ kém hợp lý theo quan điểm của tôi là Jackson đã thức dậy và mặc dù ông ấy đang bị ảnh hưởng bởi thuốc an thần, ông cố gắng tự sử dụng một liều thuốc khác." Nhà chất độc học Dan Anderson xác nhận rằng Demerol được phát hiện trong cơ thể của Jackson.